# مونسيو (أين)
مونسيو (بالفرنسية: Montceaux)‏ هي بلدية فرنسية تقع في إقليم الأين في فرنسا.
الرمز إنسي لها هو :1258.
أما الرمز البريدي لها فهو: 1090.